# ヘテロ接合型
ヘテロ接合型 （ヘテロせつごうがた、英: heterozygous）またはヘテロ接合体、異型接合体は、遺伝学において、二倍体生物のある遺伝子座が Aa , Bb などのように同一でない対立遺伝子をもつ個体のことである。また、この状態を「ヘテロ接合である」という。
これに対し AA , aa , BB , bb などのように同一の対立遺伝子をもつ個体はホモ接合型（またはホモ接合体、同型接合体）といい、この状態を「ホモ接合である」という。
メンデルの法則では、この状態の生物においてはそのどちらか一方の遺伝子の形質のみが表現型として表れるとする （優性の法則）。この時、表れる方の遺伝形質を優性（顕性）の形質といい、遺伝子としては保持しているが表現型に表れないものを劣性（潜性）の形質という。